# Roland Trimen
Roland Trimen ( * Paddington, Londres, 29 de octubre de 1840 -25 de julio de 1916, ibíd.) fue un entomólogo especializado en lepidópteros sudafricanos, y naturalista británico y sudafricano.
Trimen arriba a El Cabo en 1859, por un puesto en la Oficina de Auditoría General de Ciudad del Cabo y luego es transferido a la Oficina de la Secretaría Colonial. En 1872 es conservador del Museo Sudafricano en Ciudad del Cabo, hasta 1895, sucediendo en ese cargo a Edgar Leopold Layard (1825-1900).
En 1880 concurre al Congreso Internacional de Phylloxera en Burdeos. Con fallas cardíacas debe resignar su cargo en el Museo en 1893.
Fue galardonado con la medalla Darwin en 1910.
Trimen era hijo de Richard y Mary Ann Esther Trimen, y hermano mayor de Henry Trimen (1843-1896) también botánico,y Director del Jardín botánico de Peradeniya en Ceilán. 

## Algunas publicaciones
- South African Butterflies. 1887-1889, en colaboración con el Coronel James Henry Bowker.

- La abreviatura «R.Trimen» se emplea para indicar a Roland Trimen como autoridad en la descripción y clasificación científica de los vegetales.[1]